# Рольова відеогра
Рольова відеогра (англ. Role-Playing Game (RPG)) — жанр відеоігор, де основна частина ігрового процесу полягає в управлінні персонажем чи групою персонажів, які досліджують ігровий світ, виконують різноманітні завдання (відомі як «квести», від англ. quest) та розвиваються, слідуючи сюжету.
Рольові відеоігри походять від настільних рольових ігор, таких як «Dungeons & Dragons», а інколи й прямо наслідують їх. Звідси сама концепція «відігравання» ролі персонажа, поступовий розвиток героїв, численні варіанти зброї та екіпіровки. Більшість CRPG описують персонажів і їхню взаємодію зі світом числовими параметрами, такими як очки здоров'я, рівень розвитку, імунітет до ворожої магії тощо.

## Загальна характеристика

Рольова гра Tyranny (2016): персонажі в зелених колах керуються гравцем і мають кожен свої здібності й характер, що визначає сюжет

Як і в будь-якій рольовій грі в CRPG її кістяком є рольова система — сукупність правил, якими керуються гравці та ведучий гри, у випадку відеоігор це комп'ютерна програма. Найхарактерніші приклади — це безліч ігор, заснованих на системі «Dungeons & Dragons», а також на «GURPS». Зазвичай у рольових системах присутні деякі параметри, що зображають можливості й напрям розвитку персонажа і які впродовж гри можуть змінюватись явно або опосередковано. Часто зміни головних параметрів здійснюється при піднятті рівня персонажа, хоча можливі й інші види розвитку персонажа, нерідко параметри залежать від предметів, зброї, якими володіє персонаж. Починаючи з 1 рівня гравець шляхом набирання досвіду, який нараховується за різноманітні дії гравця під час гри (зазвичай досвід надається за виконання певного завдання або за вбивство ворогів), по ходу гри збільшує рівень персонажа.

## Історія

Ігровий процес оригінальної Might and Magic Book One (1986)

Першою відомою рольовою відеогрою була pedit5, створена 1975 року за зразком Dungeons & Dragons. У ній персонаж переміщувався підземеллям, збирав скарби й боровся з чудовиськами. Того ж року вийшла Dungeon, написана студентами-ентузіастами для комп'ютерів PLATO і PDP-10. На цих комп'ютерах було випущено багато рольових ігор, спочатку текстових квестів, потім і графічних, присвячених темі подорожей небезпечними підземеллями.
На початку 1980-х з'явилися серії, які визначили канони рольових відеоігор на наступні роки: Rogue (1980), Ultima (1980) та Wizardry (1981). Ці ігри використовували вже не чистий текст або подоби зображень, створені за допомогою символів ASCII, а графіку, з виглядом від першої особи, або зверху. Тоді ж з'явилися перші RPG для ігрових приставок: Dragonstomper (1982) і The Black Onyx (1984). Паралельно розвивалися жанр текстових ігор MUD і текстові квести.
Гра Rogue започаткувала жанр roguelike (тобто, Rogue-подібні) з випадково генерованими підземеллями. У 1983 році вийшла Ultima III, яка втілила багато ідей, що стали стандартом для подальших CRPG: псевдотривимірну графіку, окремі екрани для боїв і подорожей. 1986 позначився виходом першої гри в серії Might and Magic — The Secret of the Inner Sanctum, яка надавала своєрідне поєднання фентезійної тематики з науковою фантастикою, різні класи персонажів і їхній розвиток, що включав старіння з набором рівнів.
У 1987 році було випущено Final Fantasy, консольну японську рольову гру (JRPG), що заснувала серію, що існує і по сьогодні. Вона не була першою JRPG, але здійснила значний сплив на свій піджанр, ставши його класикою. Серія Final Fantasy відома і тим, різні ігри в ній використовують різні бойові системи і ніяк не пов'язані одна з одною, при цьому зберігаючи впізнавані елементи.
Pool of Radiance (1988) стала першою грою на основі AD&D, події якої відбуваються у всесвіті Forgotten Realms. 1991-го з'явилася Ultima Underworld, перша дійсно тривимірна CRPG з видом від першої особи. Того ж року вийшла перша версія RPGmaker для ПК — програми, що дозволяє створювати власні JRPG.
Ultima Online (1997) почала вихід масових MMORPG. Вона відрізнялася відсутністю загального рівня персонажа, розвивалося кожне уміння окремо, втратою всіх накопичених предметів в разі смерті персонажа.
RPG, де дія відбувається не покроково, а в реальному часі, здобули популярність після виходу гри Diablo (1996). Упродовж 1998—1999 було випущено Baldur's Gate та Planescape: Torment, які значно популяризували рольові відеоігри на ПК. Також 1999 вийшла Князь — перша рольова відеогра на слов'янську тематику.
Neverwinter Nights (2002), розроблена на основі третьої редакції D&D, продовжила традиції Baldur's Gate, такі як розгалужені діалоги, NPC-партійці із власними особистостями й конфліктами, тактичні бої з можливістю поставити паузу. Крім того, до гри додавався редактор, що дозволяє створювати свої власні ігрові модулі.
2000-ні відзначаються кросплатформеністю RPG і виходом численних продовжень до вже відомих ігор (Diablo III, The Elder Scrolls V: Skyrim і т. д.). Відбулося змішання рольових ігор з іншими жанрами та розповсюдження інді-ігор, в тому числі тих, що наслідують класику. Також початок 2000-х був ознаменований появою антиутопічних проєктів зі зміщенням сюжету у бік реалізму, як-то Divinity II: Ego Draconis, Tyranny тощо.

## Різновиди
- RPG західного стилю — відрізняються свободою дій, розгалуженими діалогами, можливістю створити власного, тонко налаштованого персонажа, ігровий процес якого залежатиме від його умінь. Графічна концепція переважно тяжіє до готичного та інших стилів Середньовіччя. Прикладами є Baldur's Gate, Dragon Age.
- Dungeon Crawler — рольова гра, сконцентрована на дослідження підземель і знищенні істот, що їх населяють. Може відбуватися як покроково, так і в реальному часі. Ігри такого типу, де підземелля створюються кожного разу випадковим чином, називаються Roguelike.
- JRPG (японські рольові ігри) — гравець як правило керує групою персонажів, свобода дій котрих обмежена. Велика увага приділяється насиченому, але лінійному сюжету й атмосфері світу, як правило вигаданого. Графічно, майже виключно, містять стилістику манги через що мають доволі обмежену популярність окрім Азії. Відомими представниками цього піджанру є Final Fantasy, Phantasy Star, Dragon Quest.
- Тактичні RPG, або TRPG — рольові ігри, де гравець так само керує групою персонажів, але вони мають більший ступінь свободи дій, розвитку і можливостей в бою. Сюди відносяться Divinity, Fallout: Brotherhood of Steel, Fire Emblem та подібні.
- MMORPG — багатокористувацькі онлайнові ігри, які надають велику свободу в розвитку і настройці персонажа, але взаємодія зі світом обмежена рівнем розвитку героїв. Сюжет зазвичай досить умовний, і може розвиватися впродовж виходу доповнень до ігор. Найвідомішими є World of Warcraft, Lineage.
- MUD — текстові багатокористувацькі ігри, в яких сам світ, персонажі і їх взаємодія описуються текстом. Вони є найдавнішими представниками рольових відеоігор і прямими попередниками MMORPG.
- Ігри з елементами RPG — поєднання інших жанрів з RPG. До прикладу, в стратегії реального часу можуть бути присутні герої, що розвиваються як герої RPG і замінюють собою цілі загони(Warcraft III, Warhammer 40,000: Dawn of War II). Або рольова гра може концентруватися на активних перестрілках або потайливому проходженні (Mass Effect, Deus Ex).